# Aulë
Aulë je postava ve Středozemi J. R. R. Tokiena. Je jedním z Valar, jen o trochu méně mocný než Ulmo. Vládne nad všemi látkami v Ardě. Na počátku Ardy vytvářel zemi spolu s Manwëm a Ulmem, práci jim však kazil Melkor. Je zručným kovářem a mistrem všech řemesel. Rád vytváří vlastní věci a těší jej chvála jeho dovednosti. Ze všech Valar je nejpodobnější Melkorovi, a to jak myšlením, tak schopnostmi. Melkor na něj proto žárlil a kazil mu jeho díla. Byl přítelem Noldor a ti se od něho nejvíc naučili. Jeho manželkou byla Yavanna.

## Stvoření trpaslíků
Trpaslíky stvořil Aulë v temnotě Středozemě před příchodem Eruových dětí, po nichž velmi toužil, aby měl další žáky. Kvůli Melkorově moci je udělal silnými a nepoddajnými. V obavě před výtkami ostatních Valar pracoval tajně. Nejprve stvořil sedm otců trpaslíků. Neměl však moc jim vnuknout vlastní život, a tak poslouchali pouze jeho vůli a když na ně nemyslel, tak se nehýbali.
Jakmile je začal učit jazyku trpaslíků, Khuzdulu, promluvil k němu Eru Ilúvatar a ptal se ho, proč je vytvořil, když ani nemají vlastní vůli. Aulë mu odpověděl, že toužil po jiných bytostech v Ardě, ale že se nebude protivit jeho vůli a v pláči se ohnal po trpaslících kladivem. Ilúvatar se však nad ním slitoval a dal jim samostatné myšlení, takže před Aulëho ranami sami uhýbali. Podmínkou bylo, že trpaslíci budou spát, dokud na svět nepřijdou Ilúvatarovi Prvorození (elfové). Ilúvatar mu také řekl, že bude hodně svárů mezi jeho dětmi a trpaslíky.
Trpaslíci věří, že po smrti se vrací do Aulëho síní. Tam čekají, až budou povoláni při obnově Ardy po Dagor Dagorath, poslední bitvě, která kdy přijde.

## Aulëho Maiar
Několik Maiar bylo přidruženo k Aulëmu: Sauron, než byl sveden Melkorem, byl asi nejmocnějším z těch, kdo mu sloužili a Curumo, který ve Třetím věku odešel bojovat proti Sauronovi do Středozemě jako Saruman.